# Расщепление голоса
Расщепление голоса, драйв — приём вокального исполнения (пения), при котором к чистому звуку извлекаемому горловым образом (голосом), примешивается известная доля другого звука, нередко представляющего собой немузыкальный звук (шум).

## Описание приёма
Приём заключается в примешивании к основному, чистому звуку дополнительного, например шума. То есть звук совмещается из двух потоков дыхания, которые и были расщеплены. Есть несколько видов расщепления: драйв, гроулинг, скриминг, субтон, хрип, микст, глиссандо, обертоновое (горловое) пение, йодль, фальцет, вибрато и штробас.
Так же скриминг и хрип имеют свои звуковые ответвления: грим, харш, скримо, шрай.
Правильно исполненный драйв чист и не дрожит, а вокалист не напрягает гортань, работая диафрагмой, регулируя громкость средствами резонаторики.
При исполнении субтона пение происходит с придыханием за счёт большего количества воздуха и широко открытого рта.
Существует четыре подстиля горлового пения: сыгыыт — пронзительный свист; каргыраа — схоже с верблюдом; эзен-гилээр — схоже со свистом; борбаннадыр — опорный, мягкий звук.

## Критика
При неправильном исполнении высока вероятность повредить голосовые связки.
Некоторые преподаватели академического пения считают, что расщепление драйвом навсегда повреждает голосовые связки.
Пение субтоном иногда осуждается.

## Книги
- Зоя Гарина. Полный курс эстрадного мастерства. — 2019. — ISBN 9785457855106.
- Евгения Ружьева, Владимир Шехов. Самоучитель по вокалу. — 2018. — ISBN 9785457823181.